# Szpałowoj
Szpałowoj (ros. Шпаловой) – stacja kolejowa w miejscowości Szpałowaja, w rejonie siegieżskim, w Karelii, w Rosji. Położona jest na linii Wołchow - Murmańsk.